# Курди в Сирії

Рожевим кольором позначені території Сирії, населені курдами

Прапор Курдистанської демократичної партії Сирії

Курди є найчисельнішою етнічною меншиною в Сирії і становлять 9% населення країни. Сирійські курди стикаються з тривалою дискримінацією та переслідуванням з боку уряду.
«Сирійський Курдистан» — неофіційна назва, що використовується для позначення деяких районів північної та північно-східної Сирії, населених курдами. У північно-східній частині країни курди заселяють більшу частину провінції Аль-Хасаке. Головні міста в цьому регіоні: Камишли та Аль-Хасаке. Інші регіони зі значним курдським населенням — Айн-аль-Араб — у північній частині Сирії в районі міста Джераблус, а також місто Афрін і його околиці уздовж турецького кордону.
Багато курдів прагнуть політичної автономії для курдських населених пунктів у Сирії, схожої на Іракський Курдистан в Іраку, або повної незалежності у складі єдиної курдської держави. Курди зазвичай називають Сирійський Курдистан «Західним Курдистаном». Також вони використовують цю назву для земель, заселених курдами та пов'язаних з Курдистаном. Від початку громадянської війни у Сирії, урядові війська покинули велику частину території, заселеної курдами. В результаті утвореного політичного вакууму, курди організували автономне керування відповідними територіями.